# Malleola wariana
Malleola wariana är en orkidéart som beskrevs av Rudolf Schlechter. Malleola wariana ingår i släktet Malleola och familjen orkidéer. Inga underarter finns listade i Catalogue of Life.